# (474005) 2016 FE41
(474005) 2016 FE41 es un asteroide perteneciente al cinturón de asteroides, descubierto el 20 de agosto de 2008 por el equipo del Spacewatch desde el Observatorio Nacional de Kitt Peak, Arizona, Estados Unidos.

## Designación y nombre
Designado provisionalmente como 2016 FE41.

## Características orbitales
2016 FE41 está situado a una distancia media del Sol de 2,726 ua, pudiendo alejarse hasta 3,000 ua y acercarse hasta 2,452 ua. Su excentricidad es 0,100 y la inclinación orbital 12,92 grados. Emplea 1644 días en completar una órbita alrededor del Sol.

## Características físicas
La magnitud absoluta de 2016 FE41 es 16,368.